# 华莱士·赖德·法林顿
华莱士·赖德·法林顿（英語：Wallace Rider Farrington，1871年5月3日—1933年10月6日）为美国记者，于1921年至1929年间担任夏威夷领地总督。在此之前，法林顿曾担任火奴鲁鲁广告报和火奴鲁鲁星报的编辑。